# Palaeosafia
Palaeosafia là một chi bướm đêm thuộc họ Noctuidae.